# Johann Ludwig Levin Gebhardi
Johann Ludwig Levin Gebhardi (* 19. Mai 1699 in Braunschweig; † 10. November 1764 in Lüneburg) war ein deutscher Landeshistoriker und Genealoge. 

## Leben
Johann Ludwig Levin Gebhardi, der Sohn von Johann Albrecht Gebhardi, dem Rektor des Gymnasiums Martineum in Braunschweig, studierte Geschichte und andere Wissenschaften in Helmstedt, Jena und Halle. Zu seinen akademischen Lehrern gehörten Nikolaus Hieronymus Gundling, Johann Peter von Ludewig und Burkhard Gotthelf Struve. 
Seit 1727 lehrte er an der Ritterakademie in Lüneburg verschiedene Fächer, ab 1746 vor allem Geschichte. Insgesamt unterrichtete Gebhardi fast 40 Jahre an der Ritterakademie. Er starb 1764. 
In zeitgenössischen Fachkreisen waren Gebhardis wissenschaftliche Werke angesehen. Geschätzt wurden vor allem seine genealogischen Arbeiten, insbesondere die seit 1730 in mehreren Teilen erschienenen und später von seinem Sohn Ludwig Albrecht Gebhardi fortgesetzten Erläuterungen über die Genealogie von Kaiser- und Königshäusern in Europa. Von landesgeschichtlichem Interesse sind z. B. seine Forschungen über den Harzgau, die Herzogin Agnes von Braunschweig sowie die Grafen von Everstein und Blankenburg.

## Werke
- Facta serenissimorum ducum Brunsvicensium heroica, Jena 1720
- Der europäischen Kaiser- und Königlichen Häuser historische und genealogische Erläuterung, 1. Teil Lüneburg 1730, 2. Teil Lüneburg 1731, 3. Teil Lüneburg 1731
- Disputatio de titulo Domini de domo St. Michaelis, 1731
- Reges Francorom merovingici: documentorum authoritate asserti, 1736
- Historisch-genealogische Abhandlungen, 1. Teil Lüneburg, Leipzig 1747, 2. Teil Braunschweig, Hildesheim 1762 (später fortgesetzt von seinem Sohn Ludwig Albrecht Gebhardi)
- De ficto quodam Caesarum elevandorum scuto, 1750
- Origines serenissimorum ducum mecklenburgicorum, 1761